# Ентіат (Вашингтон)
Ентіат (англ. Entiat) — місто (англ. city) в США, в окрузі Шелан штату Вашингтон. Населення — 1326 осіб (2020).

## Географія
Ентіат розташований за координатами 47°40′38″ пн. ш. 120°13′28″ зх. д. / 47.67722° пн. ш. 120.22444° зх. д. (47.677140, -120.224582).  За даними Бюро перепису населення США в 2010 році місто мало площу 7,11 км², з яких 5,47 км² — суходіл та 1,64 км² — водойми.

### Клімат
| Клімат : Ентіат         | Клімат : Ентіат | Клімат : Ентіат | Клімат : Ентіат | Клімат : Ентіат | Клімат : Ентіат | Клімат : Ентіат | Клімат : Ентіат | Клімат : Ентіат | Клімат : Ентіат | Клімат : Ентіат | Клімат : Ентіат | Клімат : Ентіат | Клімат : Ентіат |
| Показник                | Січ.            | Лют.            | Бер.            | Квіт.           | Трав.           | Черв.           | Лип.            | Серп.           | Вер.            | Жовт.           | Лист.           | Груд.           | Рік             |
| Абсолютний максимум, °C | 12,8            | 16,7            | 24,4            | 27,8            | 36,1            | 43,9            | 41,7            | 39,4            | 37,8            | 30,6            | 21,1            | 15,6            | 43,9            |
| Середній максимум, °C   | 1,7             | 5,6             | 12,2            | 17,2            | 21,7            | 25,6            | 30,0            | 30,6            | 25,6            | 17,2            | 7,2             | 1,1             | 16,3            |
| Середній мінімум, °C    | −5,6            | −3,9            | −0,6            | 2,2             | 5,6             | 8,9             | 11,7            | 11,7            | 7,8             | 2,8             | −1,7            | −6,1            | 2,8             |
| Абсолютний мінімум, °C  | −25             | −22,8           | −10             | −3,3            | −1,1            | 0,6             | 5,6             | 2,8             | −2,8            | −11,7           | −16,7           | −26,7           | −26,7           |
| Норма опадів, мм        | 46              | 35              | 28              | 17              | 23              | 21              | 8               | 7               | 10              | 24              | 54              | 61              | 334             |
| ----------------------- | --------------- | --------------- | --------------- | --------------- | --------------- | --------------- | --------------- | --------------- | --------------- | --------------- | --------------- | --------------- | --------------- |
| Джерело:                |                 |                 |                 |                 |                 |                 |                 |                 |                 |                 |                 |                 |                 |

## Демографія
Згідно з переписом 2010 року, у місті мешкало 1112 осіб у 421 домогосподарстві у складі 305 родин. Густота населення становила 156 осіб/км².  Було 495 помешкань (70/км²).
Расовий склад населення:
| - 81,5 % — білих - 0,4 % — вихідців з тихоокеанських островів - 0,4 % — корінних американців - 0,4 % — чорних або афроамериканців - 0,2 % — азіатів - 13,8 % — осіб інших рас |

До двох чи більше рас належало 3,3 %. Частка іспаномовних становила 20,7 % від усіх жителів.
За віковим діапазоном населення розподілялося таким чином: 25,3 % — особи молодші 18 років, 60,3 % — особи у віці 18—64 років, 14,4 % — особи у віці 65 років та старші. Медіана віку мешканця становила 40,1 року. На 100 осіб жіночої статі у місті припадало 106,3 чоловіків;  на 100 жінок у віці від 18 років та старших — 100,7 чоловіків також старших 18 років.
Середній дохід на одне домашнє господарство  становив 53 669 доларів США (медіана — 43 417), а середній дохід на одну сім'ю — 60 107 доларів (медіана — 54 000). Медіана доходів становила 44 375 доларів для чоловіків та 32 315 доларів для жінок. За межею бідності перебувало 13,9 % осіб, у тому числі 15,7 % дітей у віці до 18 років та 11,2 % осіб у віці 65 років та старших.
Цивільне працевлаштоване населення становило 499 осіб. Основні галузі зайнятості: освіта, охорона здоров'я та соціальна допомога — 26,1 %, виробництво — 16,6 %, роздрібна торгівля — 16,4 %.